# 裁判員制度

シンボルマーク

裁判員制度（さいばんいんせいど）とは、特定の刑事裁判において、高校生も含む満18歳以上の国民から事件ごとに選ばれた裁判員が裁判官とともに審理に参加する日本の司法・裁判制度をいう。日本と同じローマ法体系に属するヨーロッパの国々では古くから同様の参審制が存在し、参加するものは参審員という。
制度設計にあたっては、1999年7月27日から2001年7月26日までの間、内閣に設置された司法制度改革審議会によってその骨子、次いで意見書 がまとめられた。
この意見書にもとづき、小泉純一郎内閣の 司法制度改革推進本部 が法案「裁判員の参加する刑事裁判に関する法律（通称：裁判員法）」を国会に提出し、2004年（平成16年）5月21日成立。裁判員制度は同法により規定され、一部の規定を除いてその5年後の2009年（平成21年）5月21日に施行され、同年8月3日に東京地方裁判所で最初の公判が行われた。
「裁判員」の英訳については、法務省や最高裁判所などは公式には saiban-in を用いるが、説明的に citizen judge system（「市民裁判制度」）や lay judge system（「参審制」）といった訳語が用いられることもある。

## 概要

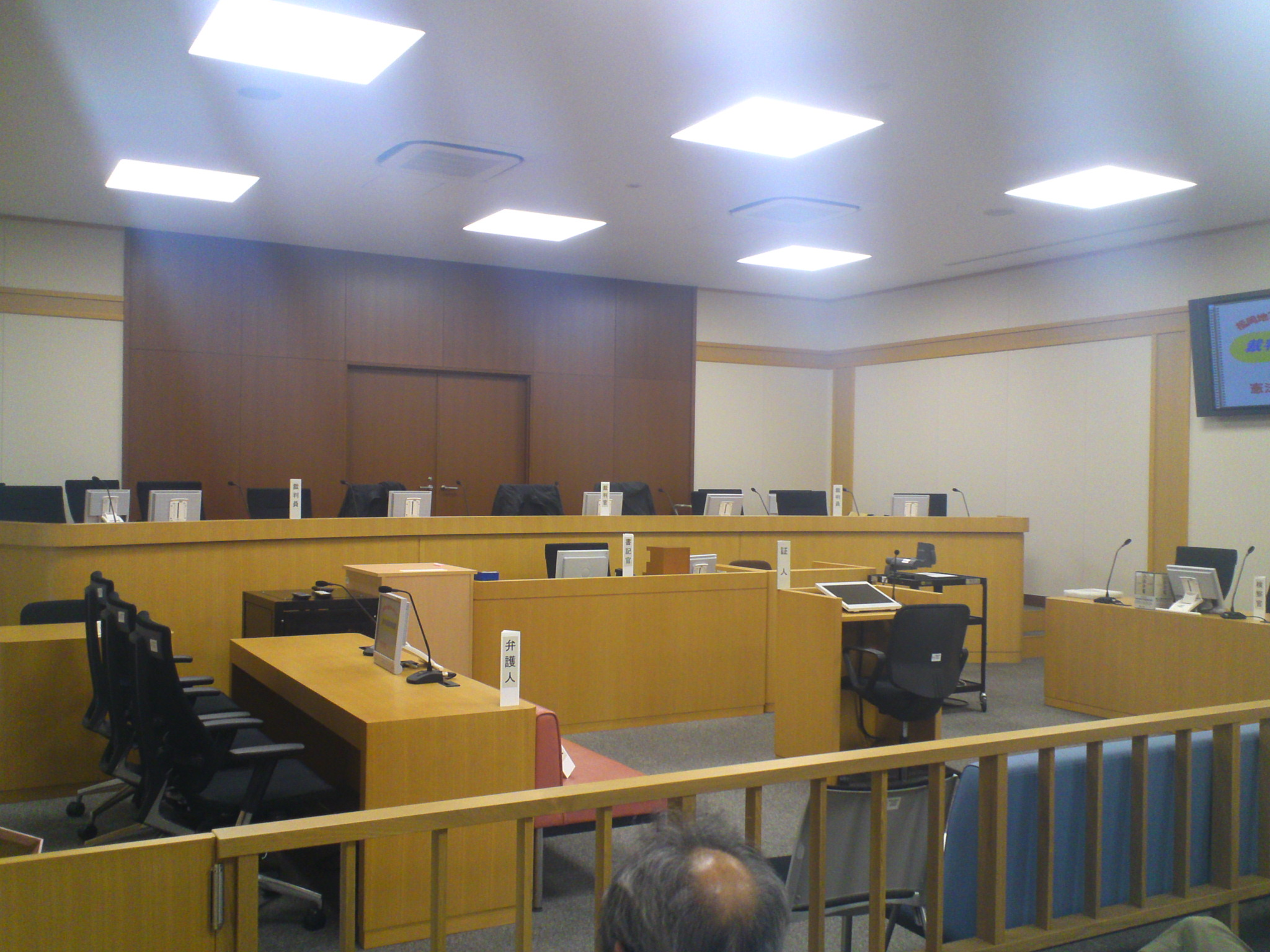
一番奥の左側から裁判員・裁判官・裁判員、中央下段に書記官、下段左側から弁護人・被告人・検察官席

裁判員制度は、日本に約1億人いる衆議院議員選挙の有権者（市民）から無作為に選ばれた裁判員が裁判官とともに裁判を行う制度で、国民の司法参加により市民が持つ日常感覚や常識といったものを裁判に反映するとともに、司法に対する国民の理解の増進とその信頼の向上を図ることが目的とされている。
裁判員制度が適用される事件は地方裁判所で行われる刑事裁判（第一審）のうち殺人罪、傷害致死罪、強盗致死傷罪、現住建造物等放火罪、身代金目的誘拐罪、児童虐待など、一定の重大な犯罪についての裁判である。被告人には裁判員制度を拒否する権利はない。例外として、「裁判員やその親族に危害が加えられるおそれがあり、裁判員の関与が困難な事件」は裁判官のみで審理・裁判する（法3条）。
裁判は、原則として裁判員6人、裁判官3人の合議体で行われ、被告人が事実関係を争わない事件については、裁判員4人、裁判官1人で審理することが可能な制度となっている（法2条2項、3項）。
裁判員は審理に参加して、裁判官とともに証拠調べを行い有罪か無罪かの判断をする。有罪の場合の量刑の判断を行うが、法律の解釈についての判断や訴訟手続についての判断など、法律に関する専門知識が必要な事項については裁判官が担当する（法6条）。裁判員は、証人や被告人に質問することができる。有罪判決をするために必要な要件が満たされていると判断するには、合議体の過半数の賛成が必要で、裁判員と裁判官のそれぞれ1名は賛成しなければならない。以上の条件が満たされない場合は、評決が成立しない。有罪（犯罪事実が存在する）との評決が成立しない場合、「犯罪の証明がない」（刑事訴訟法336条）として、無罪の判決をすることになるとされる（法曹時報60巻3号93頁）。
なお、連続殺人事件のように多数の事件があって、審理に時間を要する長期裁判が考えられる場合においては複数の合議体を設けて、特定の事件について犯罪が成立するかどうか審理する合議体（複数の場合もあり）と、これらの合議体における結果、および自らが担当した事件に対する犯罪の成否の結果に基づいて有罪と認められる場合には、量刑を決定する合議体を設けて審理する方式も導入される予定である（部分判決制度）。
裁判員制度導入によって、国民の量刑感覚が反映されるなどの効果が期待されるといわれている一方、
- 国民に参加が強制される（拒否権がない）
- 志願制ではないため、有権者全員に参加する機会が得られない
- 国民の量刑感覚に従えば量刑がいわゆる量刑相場を超えて拡散する
- 公判前整理手続によって争点や証拠があらかじめ絞られるため、現行の裁判官のみによる裁判と同様に徹底審理による真相解明や犯行の動機や経緯にまで立ち至った解明が難しくなる

といった問題点が指摘されている。裁判員の負担を軽減するため、事実認定と量刑判断を分離すべきという意見もある。

## 対象事件
1. 死刑又は無期の懲役・禁錮に当たる罪に関する事件（法2条1項1号）
2. 法定合議事件（法律上合議体で裁判することが必要とされている重大事件）であって故意の犯罪行為により被害者を死亡させた罪に関するもの（同項2号）

たとえば、外患誘致罪、殺人罪、強盗致死傷罪、強盗殺人未遂、殺人未遂、傷害致死罪、現住建造物等放火罪、不同意性交等致傷罪、危険運転致死罪、保護責任者遺棄致死、児童虐待などが地方裁判所の受理する事件である（一覧参照）。なお、裁判員制度は刑事裁判第一審（地裁が管轄）に対応するため、高裁が第一審の管轄である内乱罪は対象外となる。事件が控訴されても（控訴審）、裁判員は関与しない。
ただし、「裁判員や親族に対して危害が加えられるおそれ があり、裁判員の関与が困難な事件」（裁判員法3条）については、対象事件から除外される。たとえば、被告と家族や関係者による報復が予期される暴力団関連事件など が除外事件として想定されている。また、審判期間が著しく長期または公判期日が著しく多数で、裁判員の選任等が困難な事件についても、対象事件から除外される（同法3条の2）。
対象事件はいずれも必要的弁護事件である。最高裁判所によれば、2008年に日本全国の地方裁判所で受理した事件の概数9万3,566件のうち、裁判員制度が施行されていれば対象となり得た事件の数は2,324件で、割合は2.5%とされている。
なお、2018年10月3日現在、裁判員制度下での確定死刑囚は死刑執行施設を持つ拘置所（札幌・仙台・東京・名古屋・大阪・広島・福岡）の中では札幌を除いたすべての拘置所に収容されている。札幌には札幌高裁および最高裁係属の死刑事件の被告人すら収容されていない。

### 制度施行前のモデルケースとされた事件
- 2005年12月21日起訴 - 広島小1女児殺害事件
- 2007年2月22日起訴 - 新宿・渋谷エリートバラバラ殺人事件
- 2008年7月18日起訴 - 江東マンション神隠し殺人事件

### 40年以上前に発生した指名手配犯がいる事件
公訴時効が停止している過去の対象事件が起訴された場合は裁判員裁判の対象となる。例として以下の事件の例がある。
- 1952年1月に発生した白鳥事件で指名手配されていた鶴田倫也（殺人罪）
- 1970年3月に発生したよど号ハイジャック事件で指名手配されているよど号グループの小西隆裕・魚本公博・若林盛亮・赤木志郎（強盗致傷罪など）
- 1972年5月に発生したテルアビブ空港乱射事件で指名手配されている日本赤軍の岡本公三（殺人罪など）
- 1977年9月に発生したダッカ日航機ハイジャック事件で指名手配されている日本赤軍の坂東国男・佐々木規夫（ハイジャック防止法など）

ただし、これらのような公安事件は、前述の裁判員法3条の「裁判員や親族に対して危害が加えられるおそれがある」として対象から除外され、起訴されても裁判員裁判にならない場合もある。

### 制度施行直前に起訴された事件
世間から注目された事件の中には2009年5月21日の裁判員裁判施行の直前に起訴された事件もあるが、一部の事件は駆け込み起訴と批判された。
- 2009年3月26日起訴 - 元厚生事務次官宅連続襲撃事件
- 2009年4月17日起訴 - 東金市女児殺害事件
- 2009年4月29日起訴 - 舞鶴高1女子殺害事件
- 2009年5月13日起訴 - 蘭越母子殺傷事件

### 裁判員裁判における主な特筆事件
- 初の裁判員裁判事件 - 足立区女性整体師刺殺事件、2009年8月3日東京地方裁判所初公判
- 初の性犯罪事件 - 十和田市2女性強盗強姦事件、2009年9月2日青森地方裁判所初公判
- 初の複数人殺害事件 - 米子市会計事務所社長殺害事件、2010年2月23日鳥取地方裁判所初公判。起訴事実が強盗殺人罪であり、被害者が2人であることから、検察官が裁判員裁判で初めて死刑を求刑する可能性もあるとみられていた。しかし、検察官は被告人が仕事で被害者に追い詰められていたことなどを考慮し、死刑ではなく無期懲役を求刑した。[8]
- 初の一部無罪確定事件 - 東京都内少年連続ひったくり事件、2010年6月9日東京地方裁判所立川支部判決
- 初の心神喪失が争点になった事件 - 杉並区自宅放火事件、2010年3月11日東京地裁判決
- 初の求刑超え事件 - さいたま市強制わいせつ事件、2010年5月19日さいたま地方裁判所判決
- 初の第一審判決破棄事件 - 静岡県窃盗強姦事件、2010年5月26日東京高等裁判所控訴審判決
- 初の死刑求刑事件 - 新橋ストーカー殺人事件別名「耳かき店員殺害事件」、2010年10月19日東京地裁初公判、2010年11月1日判決
  - 判決は無期懲役、双方とも控訴せず確定。
- 初の同一被告の起こした事件に対する三区分に分けての審理 - 東京都中野区暴力団組員殺害事件、仙台風俗店経営者強盗殺人事件、亘理町自衛官殺害事件（2010年10月1日 - 11月19日仙台地方裁判所判決）
- 初の死刑判決事件 - 横浜港バラバラ殺人事件、2010年11月1日横浜地方裁判所初公判、2010年11月16日判決
  - 2011年6月16日、被告が東京高裁への控訴を取り下げ死刑が確定したため、裁判員裁判初の死刑判決確定事件でもある。
- 初の被告人が未成年（少年犯罪）の死刑求刑・判決事件 - 石巻3人殺傷事件、2010年11月25日仙台地方裁判所判決
  - 2016年に判決は確定したため、初の犯行当時少年に対する死刑確定事件（少年死刑囚）でもある。また、この死刑囚は平成生まれ初の死刑囚でもある。
- 初の検察が死刑求刑した事件での無罪判決 - 鹿児島高齢夫婦殺害事件、2010年12月10日鹿児島地方裁判所判決
  - 審理に40日かかり当時の裁判員裁判としては最長。検察側控訴中の2012年3月10日に被告人が死亡し、公訴棄却となった。
- 初の全面無罪確定事件 - 中国国際郵便覚醒剤密輸事件、2011年1月24日東京地方裁判所判決
- 初の裁判官単独審理事件 - 津川組相談役射殺事件、2011年1月26日福岡地方裁判所小倉支部初公判、2011年2月7日判決
- 異例の事実誤認を理由とした2審での減軽判決 - 東伊豆町ホテル暴行死事件、2010年11月静岡地方裁判所判決、2011年3月10日東京高裁控訴審判決
- 初の全面無罪判決さらにそれに対する検察控訴、2審において1審での無罪判決を破棄しての有罪判決（初）、上告審で2審判決を破棄し再逆転無罪判決（初） - 成田チョコレート缶覚醒剤持ち込み事件、2010年8月第一審判決（千葉地方裁判所）、2011年3月30日控訴審判決（東京高裁）、2012年2月13日破棄自判（最高裁判所）
- 初の家裁送致事件 - 東京中国人少年強盗事件、2011年6月30日東京地裁判決[9]
- 初の一審判決差し戻し確定 - 仙台風俗店経営者強盗殺人事件、2012年3月5日（最高裁）
- 初の一審判決差し戻し - 葛飾区窃盗放火事件（上告審で差し戻しを命じた控訴審判決を破棄および控訴審に差し戻し）、2012年9月7日（最高裁）
- 初の殺人で起訴された事件での無罪確定事件 - 浜松同居男性殺害事件、2011年2月2日静岡地裁浜松支部判決
- 初の量刑を不服としての検察控訴事件 - 麻布住吉会幹部射殺事件、2011年3月2日控訴審判決（東京高裁）
- 初の殺人による被害者が1人の事件で殺害の前科がない被告に対する死刑判決 - 松戸女子大生殺害放火事件、2011年6月千葉地裁判決
  - 死刑判決は8例目。のちに東京高裁で判決は破棄され、最高裁で無期懲役判決が確定。
- 初の一審判決を破棄しての二審での一部無罪判決 - NTT西日本社員強制わいせつ致傷事件、2011年8月31日控訴審判決（大阪高裁）
- 東北地方太平洋沖地震（東日本大震災）の影響による、異例のDVDでの審理。少年が殺人罪に問われた事件での初の無罪判決 - 東京都中野区暴力団組員殺害事件、2011年9月1日仙台地裁判決
- 初の一審の有罪判決を破棄しての控訴審での逆転全面無罪判決 - 竹田母親殺害事件、2011年10月18日控訴審判決（福岡高裁）
- 最高裁が裁判員制度を合憲と判断した事件 - 裁判員制度違憲訴訟、2011年11月16日判決[10]
- 初の一審無罪判決支持 - ドバイ覚醒剤密輸事件、2011年12月9日判決（新潟地裁）
- 初の付審判制度による裁判 - 奈良警官発砲事件、2012年1月23日奈良地方裁判所初公判、2012年2月28日判決
- 初の検察審査会の議決を経て起訴された事件 - 阿賀野強盗致死事件、2010年9月13日起訴[11]、2012年3月16日第一審無罪判決
- 初の女性被告人に対する死刑判決 - 首都圏連続不審死事件、2012年4月13日さいたま地裁判決
  - 判決は2017年4月14日に最高裁で被告人側上告棄却により確定、裁判員裁判では初（戦後15人目）の女性死刑囚となった。
- 初の海賊対処法違反の事件 - ソマリア沖商船三井タンカー襲撃事件、2013年1月15日東京地裁判決
- 裁判員が国家賠償と制度見直しを求める訴訟を起した初めての事件 - 会津美里町夫婦殺害事件（裁判員#元裁判員が裁判員裁判について起した訴訟、2013年5月7日福島地裁郡山支部提訴）
  - なお、この事件の裁判自体は最高裁まで争われ、2016年3月8日付で被告人の死刑が確定している。同時に、東北地方では初の裁判員裁判による死刑判決・死刑確定事件でもある。
- 初のストーカー殺人事件に対する死刑判決 - 長崎ストーカー殺人事件、2013年6月24日長崎地方裁判所判決
  - ストーカー殺人事件に対する死刑求刑は前述の新橋事件があるがこれは無期懲役判決（確定）であるため、ストーカー殺人事件に対する死刑判決は桶川ストーカー殺人事件以降では初となる。なお、判決は最高裁で確定している。
- 初の最高裁での裁判員裁判死刑判決確定 - 長野市一家3人殺害事件のM、2014年9月2日最高裁判決
  - 共犯者3人が起訴され、それぞれ死刑、無期懲役（後述のように死刑とした一審破棄）懲役18年が確定
- 初の最高裁での裁判員裁判死刑判決完全支持 - 宮崎家族3人殺害事件、2014年10月16日最高裁判決
  - 長野市一家3人殺害事件では共犯の一人の死刑判決を東京高裁の村瀬均らが破棄しているため、裁判員裁判死刑判決完全支持はこれが初となる。
- 裁判員裁判最長の140日間の裁判員在任期間 - 尼崎事件（主犯女Xの義妹・養子・内縁の夫の裁判。神戸地方裁判所初公判2015年5月13日〜判決公判2015年9月16日）
- 裁判員制度開始前に審理が開始した事件で無期懲役が確定した後に別事件で逮捕され、死刑判決が言い渡された例 - 碧南市パチンコ店長夫婦殺害事件の主犯、2015年10月29日名古屋地方裁判所初公判、2015年12月15日判決
  - 服役中の無期懲役囚が別の事件で死刑判決を受けるのは異例[12]。共犯2人は無期懲役を言い渡されている。
- 裁判員裁判で死刑求刑に対する無期懲役判決を検察側が不服として控訴した初のケース - 福岡県豊前市小5女児強姦殺人事件、2016年10月2日福岡地方裁判所判決
  - 2017年6月8日、福岡高裁で控訴棄却。検察側は上告せず（被告人側は上告、その後棄却決定）、無期懲役が確定。
- 初の殺害被害者数6人以上の大量殺人事件の審理
  - 熊谷連続殺人事件、2016年5月20日さいたま地方裁判所に起訴、2018年3月9日に死刑判決、2019年12月5日に東京高裁で一審の死刑判決を破棄し心神耗弱を認定して無期懲役判決。その後検察官は上告せず、被告人は上告するも棄却され、無期懲役が確定。
  - 相模原障害者施設殺傷事件、2017年2月24日横浜地裁に起訴、2020年3月16日に死刑判決(控訴取り下げにより確定)
- 既に別事件で死刑が確定した死刑囚が起訴されて被告人として審理される初のケース
  - オレンジ共済組合元社長ら神奈川・埼玉不動産業者連続殺人事件 - 死刑囚YO（日医大事件・前橋スナック銃乱射事件で死刑が確定している）
- 最も発生時期が古い事件 - ジャカルタ事件（1986年5月14日に発生した事件）
- 最も発生時期が古い日本国内の事件 - 会社員VX殺害事件（1994年12月12日に発生した事件。高橋克也の刑事裁判のみ）

#### 裁判員裁判で死刑判決が言い渡された事件
- 石巻3人殺傷事件 （裁判員制度導入以降、初の少年死刑囚）

##### 上級審で死刑判決が破棄された事件
- 南青山妻子殺人服役後男性殺害事件 - 東京高裁、村瀬均裁判長、2013年6月20日無期懲役判決
- 松戸女子大生殺害放火事件 - 東京高裁、村瀬均裁判長、2013年10月8日無期懲役判決
- 長野市一家3人殺害事件の共犯の一人 - 東京高裁、村瀬均裁判長、2014年2月27日無期懲役判決
- 大阪心斎橋通り魔殺人事件 - 大阪高裁、中川博之裁判長、2017年3月9日無期懲役判決
- 神戸小1女児殺害事件 - 大阪高裁、樋口裕晃裁判長、2017年3月10日無期懲役判決
- 熊谷連続殺人事件 - 東京高裁、大熊一之裁判長、2019年12月5日無期懲役判決
- 淡路島5人殺害事件- 大阪高裁、村山浩昭裁判長、2020年1月27日無期懲役判決
- 三春町ひき逃げ殺人事件 - 仙台高裁、深沢茂之裁判長、2023年2月16日無期懲役判決

## 合議体の構成
原則、裁判官3人、裁判員6人の計9人で構成する（法2条2項）。
ただし、公訴事実について争いがないと認められるような事件（自白事件）については、裁判官1人、裁判員4人の5人の合議体で裁判することも可能である（法2条3項）。

## 区分審理
連続殺人事件や無差別大量殺人事件などのように、多数の事件を1人の被告人が起こした場合においては審理が長期化するおそれがあり、裁判員が長期間審理に携わることは困難である。そこで、裁判所は、併合事件（複数の事件を一括して審理している事件）について、事件を区分して、区分した事件ごとに合議体を設けて、順次、審理することができる。ただし、犯罪の証明に支障を生じるおそれがあるとき、被告人の防御に不利益な場合などは区分審理決定を行うことはできない（法71条）。
この場合、あらかじめ2回目以降に行われる区分審理審判または併合事件審判に加わる予定の裁判員または補充裁判員である選任予定裁判員を選任することができる。
区分審理決定がされると、その区分された事件についての犯罪の成否が判断され、部分判決がなされる。部分判決では犯罪の成否のみ判断が下され、量刑については判断を行わない。ただし、有罪とする場合において情状事実については部分判決で示すことができる。この手続を区分審理審判という。
すべての区分審理審判が終了後、区分審理に付されなかった事件の犯罪の成否と併合事件全体の裁判を行う。すなわち、ここの合議体では残された事件の犯罪の成否と既になされた部分判決に基づいて量刑を決定することとなる。なお、この審判を併合事件審判という。
裁判員はそれぞれ1つの区分審理審判または併合事件審判にしか加わらないので、裁判員を長期に拘束する必要がなくなり負担軽減につながるとされている。もっとも、裁判官は原則として事件全体に関与するので、裁判員と裁判官の間の情報格差が審理に影響を及ぼすのではないかと懸念する声もある。

## 裁判員裁判を行う裁判所
裁判員裁判を行う裁判所は、地方裁判所であり、原則として47都道府県庁所在地の各地裁と函館地裁、旭川地裁、釧路地裁の計50地裁の本庁で裁判員裁判を行う。ただし、50地裁の本庁のほか、次に掲げる10の地裁支部に限っては、裁判員裁判を行う（裁判員の参加する刑事裁判に関する規則2条等）。
- 福島地裁郡山支部
- 東京地裁立川支部（八王子支部を移転　2009年4月20日設置）
- 横浜地裁小田原支部
- 静岡地裁沼津支部
- 静岡地裁浜松支部
- 長野地裁松本支部
- 名古屋地裁岡崎支部
- 大阪地裁堺支部
- 神戸地裁姫路支部
- 福岡地裁小倉支部

## 制度に関して指摘される問題点

### 制度の問題点が表面化しない
「いろいろな問題が起きていても、それが直らない制度設計になっている」
- 法律では3年後の見直しを予定しているが、実際の運用の中で問題が起こっても、それを表明し、議論することができない。
- 実際の判決や量刑を議論する評議の過程で、裁判官が裁判員にどのような説明を行うかによって、法律の知識が限られる市民は容易に説得や操作が可能になると思われるが、そこでのやりとりは表には一切出てこない。
- 評議が割れた場合は多数決で評決や量刑が決まるのだが、それが割れたかどうかも、公表はされない。
- 裁判員になった市民はそこでの経験を一切口外してはならないことになっているため、実際に裁判に参加した裁判員と市民社会全体が、経験則や参加意識を共有することはまず難しい。

### 法的安定性の崩壊
従来の裁判ではほぼ同種の犯罪に対してはほぼ同等の刑罰が言い渡される量刑相場が慣行となっている。裁判員制度ではこの慣行の崩壊が予想されるため、最高裁判所が、量刑データベースを裁判員に開放して、裁判員が過去の同種事例を参照しやすくすることを決めているが、弁護士の五十嵐二葉は青森県の裁判員第3号事件（十和田市2女性強盗強姦事件）において量刑相場の倍以上の重い判決が言い渡されたことに言及し、量刑が犯罪被害者の心情や裁判員の個人的感情に左右されていく可能性を示唆している。

### 公判前整理手続
公判前整理手続は非公開のため、裁判員はどのような論点が外されたのか知らされずに有罪無罪、量刑の判断をすることになる。

### 制度導入の自己目的化
元検事の郷原信郎（現桐蔭横浜大学 法科大学院 教授）は「司法への国民参加は、あくまでより良い社会を実現するための手段に過ぎない。だが、裁判員制度は導入することが自己目的化してしまっている。いったん実施を凍結した上で、国民全体であるべき司法の姿を議論した方がよい」と述べ、問題点として以下の指摘を行い、本制度への疑問を呈している。
- 制度の目的達成の不確実性
  - 「国民に身近な司法を」という目的には「他の先進国と比べ、日本は司法が身近ではない」という前提がある。しかし、司法制度はそもそもがその国の歴史、社会的状況が反映された結果として形作られるものであるが、「司法が身近ではない」という形式を重視して導入が決定された結果、「誰にも望まれていない制度」となってしまった感がある[15]。
  - 身近にするにしても、例えば痴漢冤罪などの国民が関心を持ちやすい、身近な分野の事件を対象とするなどもう少しやりようがあるだろうに、職業裁判官でも判決をためらう死刑判断を行う刑事事件を対象とするのは、裁判員となる国民の精神的負担が大きくなってしまう[15]。
- 刑事事件への影響
  - 本制度ではあらかじめ選定された争点（公判前整理手続）を決められた日数で審議することになる。そのため、公判中に新たな争点が出てきた場合、たとえラフジャッジになってしまってでも強引に期間内で判決を出すか、それとも裁判員を入れ替えて審議をするかといった事態になりかねず、結果として刑事事件への処理機能が低下する恐れがある[15]。

### 裁判員の出頭義務

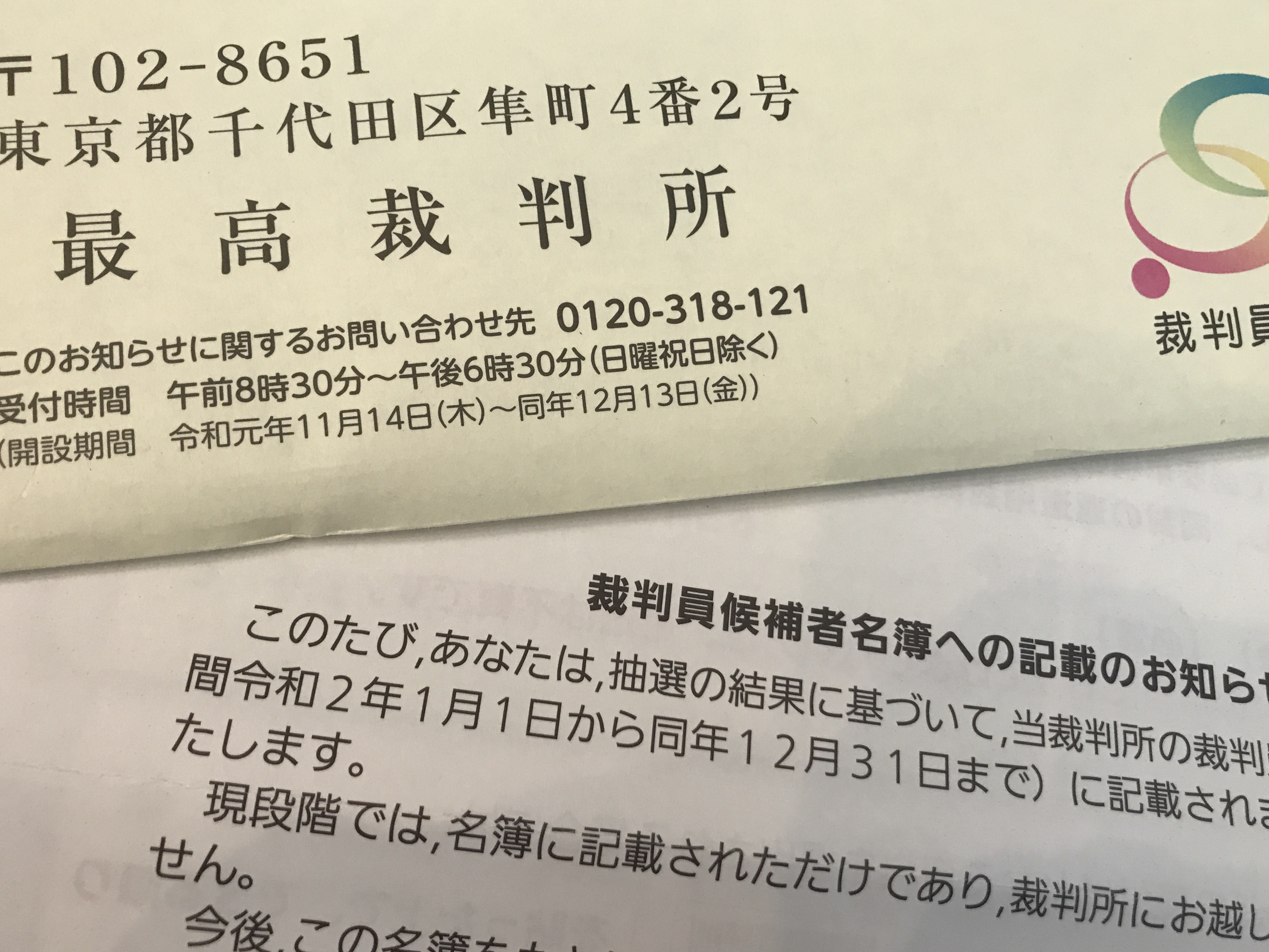
最高裁からの裁判員候補者名簿登録者として選ばれたことを伝える通知

- 裁判員法第52条により、裁判員には出頭義務が課せられているが、裁判員になることについては、法定の理由がない限り拒否できない。
  - 裁判員法第15条により、国会議員、国務大臣、裁判官、弁護士、弁理士、司法書士、公証人、検察官、警察官、自衛官などの職業にある者は、裁判員となることができない（就職禁止事由）。
  - 裁判員法第16条（及び同条の委任を受けた政令）により、重病や70歳以上、親族等の介護養育等の必要、事業上・社会生活上の重要な用務、精神上・経済上の重大な不利益など一定の事由があれば、辞退が認められる（高齢者でも、志願すれば参加することはできる）。
  - また、引っ越し前の住所地を管轄する裁判所の管轄区域外に引っ越し、裁判所に来ることが困難となる場合にも、辞退を申し出ることができる（前記政令5号）。
  - なお、平成21年度の対象事件において、選定された裁判員候補者総数のうち選任手続期日前の段階で辞退が認められた者の割合は48.8%であり、選任手続期日当日に辞退申出をした者のうち辞退が認められた者の割合は82.2%である[16]。
- トヨタ自動車や東京電力など一部の大手企業では、裁判員に選任された場合に備え、専用の有給休暇制度を新設しているが、全ての企業でそのような制度を新設できず、欠勤しなければならない場合もある[注釈 5][17]。
- 学校に通わず勉学を続ける浪人生や18歳以上の高等学校通信教育、通信制大学・大学院の学生・院生が裁判員に選任された場合、受験勉強や高卒・大卒・院修了などの学歴・学位取得に影響を及ぼす[18]。浪人生・通信制学校の学生は裁判員法第16条第3項の辞退事由に当たらず、例えば、「精神上又は経済上の重大な不利益が生ずると認めるに足りる相当の理由」（裁判員法16条8号柱書、前記政令6号）による辞退を検討することになる。
- 地方裁判所が、その年の裁判員候補者名簿を作成した際に送付する「調査票」（規則15条1項)では、介護や育児、仕事などで都合が悪い等の期間を2ヶ月しか申告できないという制限があるが、この制限には法的根拠がない。幼児・児童や高齢者と同居する主婦が申告期間外に裁判員に選任された場合、介護や育児に支障を及ぼす[19]。もっとも、個々の事件について実際に呼び出されることになった裁判員候補者には、改めて「質問票」（法30条1項）が送付されるから、そのような事由のある者は、前記「調査票」で申告した期間とは無関係に、辞退の申出をすることができる[20][21]。
- かつては人に裁判員の職務を強制することは、意に反する苦役を禁じる日本国憲法第18条に反するとか、労働三権を制限するとか、憲法に存在しない義務を国民に課すもので憲法違反であるとかの主張もあったが[22]、最高裁は、「裁判員の職務等は，憲法18条後段が禁ずる「苦役」に当たらないことは明らかであり，また，裁判員又は裁判員候補者のその他の基本的人権を侵害するところも見当たらないというべきである。」と判示している（最高裁平成23年11月16日大法廷判決）[注釈 6]。

### 裁判員の不利益
- 業務委託による情報漏洩リスク
  - 首都圏・大阪・名古屋など一部の裁判所では、裁判員候補者の氏名・住所・電話番号等の個人情報が、本人の同意なくコールセンター業務と通知書発送業務の委託名目で民間企業に渡されている。2011年に東京新聞が報道した時点では、候補者への通知発送と個人情報管理はトッパン・フォームズへ、コールセンター業務はトランスコスモスへ委託されている。[23]
  - 委託企業の内、トッパン・フォームズへは元最高裁判事が社外取締役に天下りしていることから、最高裁に近い立場の者への利益供与を目的とした入札が行われたのではないかとの疑義が指摘されている。最高裁は公正な入札であったと主張している。
  - 裁判員候補者は、自らの個人情報が民間企業に渡されることを拒否できない。また、その旨の告知すらなされない。個人情報が財産権の一部として認識される中、裁判員候補者に無断で国民の個人情報を第三者に流す裁判所の姿勢が批判されている。
  - 最高裁及び企業側は、双方が守秘義務契約を締結していることをもって安全性を主張している。しかし、コールセンター・通知発送業務の大半が、コスト削減の目的でアルバイト・派遣等の流動的雇用で運用されている現状において、漏洩問題が発生した際の流出経路特定が困難であり、民事上の守秘義務契約だけでは実効性を疑問視する見解がある。
  - 情報漏洩行為に対し、裁判員には刑事罰が科されているにもかかわらず、委託企業には刑事罰の規定がない。個人情報保護法でも公的機関により業務委託された業者は罰則の対象外である。業務委託を念頭に置いていなかった最高裁の不手際による法整備の欠陥であるとの指摘がある。
- プライバシー・個人情報保護の問題点
  - 裁判員候補者の氏名等は弁護人に通知することが規定されている（裁判員法31条）。弁護人が裁判員候補者の氏名を被告人本人に閲覧させることは禁じられておらず、むしろ裁判の必要上被告に閲覧させる必要も出てくる。したがって候補者になった時点で被告人に氏名を知られることになる（氏名が知られれば、裁判所の管轄される区域から住所を推定される恐れがある）。裁判員の氏名が被告人や他の裁判員に知られることにより、危害が加えられるおそれがある[24]。なお、裁判員法第101条は、裁判員の氏名等、裁判員を特定する情報を公にすることを禁じている。
- 肉体・精神的被害
  - 裁判員は法廷で取り調べられる証拠を全て確認しなければならない。その中に遺体の写真や殺人の凶器などグロテスクな資料があった場合、重度の嫌悪感を催し、精神的な後遺症を患うおそれがある[25]。福岡地裁では頭部の解剖写真を見せられた裁判員が体調を崩し、退職せざるを得なくなった事例が発生している[26]。また、札幌地裁では、強盗殺人未遂事件の証拠である血溜まりの写真や、被告人の「このまま死ぬと思った」との供述調書の読み上げの後、裁判員の一人が体調を崩し倒れ、補充裁判員に交代するという事例があった[27]。
  - 強盗殺人事件の裁判員裁判に参加したため「急性ストレス障害（ASD）になった」として、元裁判員の福島県郡山市の女性（62）は2013年5月7日、国に慰謝料など200万円の損害賠償を求める訴訟を仙台地裁に起こした[28]。女性側は 「裁判員制度は憲法違反」 とし、制度の見直しも訴えている。3月に行なわれた県内初の強盗殺人罪に関する裁判員裁判においては、遺体写真のみならず殺害時の録音まで提示され、この女性は吐き気や不眠症に悩み、判決後の同月下旬に病院でASDと診断された。

- - 松山地裁で行われた傷害致死事件での裁判員裁判では、同地裁が遺体の写真を提示する予定があると裁判員らに事前説明したところ、2人の裁判員が精神的・肉体的な不安を訴えて辞退を申し出、同地裁はこれを認めた[29]。
  - 判決を言い渡した後に誤判が判明した場合、裁判員は罪悪感に苛まれる可能性がある[30]。
  - 合理的理由により死刑判決に賛成した場合であっても、将来にわたり過度の罪悪感に見舞われ一般生活に支障をきたす可能性もある。
  - 福岡地方裁判所小倉支部で行われた、暴力団関係者による殺人未遂事件の裁判員裁判で、被告人の知人の男性2人が、裁判員に対し「顔は覚えとる」などの声掛けを行なった。福岡県警察は、声掛けを行なった元工藤会系暴力団員2人を裁判員法違反容疑で逮捕した[31]。この後の報道によると、裁判員に危害が及ぶ可能性があるような事件では「除外規定」が認められているが、逮捕された元暴力団員が裁判員に声をかけた事件の影響を受け、裁判官のみ審理が急増した可能性があり、意見が出されている[32]。
- 人権・人道上の問題点
  - 裁判員候補者が選任手続きの中で宗教や前科などプライバシーに踏み込んだ質問を受けた場合、候補者本人に不利益な質問であっても、被告人に対しては認められている陳述拒否権が裁判員候補者には認められておらず、回答を拒否した場合は過料の制裁を課せられることが、制度導入以前から問題と指摘されている[33]。逆に、制度導入後、一部の裁判所が、裁判員候補者に思想信条についての意見を陳述させるのは問題であること等を理由に、辞退事由以外の個別質問を認めていないことに対し、弁護士から批判的な報告がなされているが[34]、全ての裁判所で同様の対応がなされているかは不明である。
- 制裁の執行状況
  - 裁判員制度開始から2021年6月現在に至るまで、裁判員もしくは裁判員候補者またはそれらであった者が、裁判員法に基づき罰則を適用されたことはない。

### 裁判員の守秘義務
- 裁判員は審理に関して終身（一生涯）の守秘義務を負う。「裁判員メンタルヘルスサポート窓口」への相談 及び、精神科医・心療内科医・臨床心理士によるカウンセリングといった、ごく一部の場合を除き、「評議の秘密」ならびに、その他「職務上知り得た秘密」を公にしてはならない。違反した場合は6か月以下の懲役刑または50万円以下の罰金刑になる。
- 裁判員の守秘義務は裁判官より重い。裁判官の守秘義務は範囲が狭く、終身のものではないため、公平になっていない[35]。

裁判員と同じ裁判体を構成する裁判官は弾劾裁判・分限裁判で免職になるなどするケースはあるが、刑事罰の罰則規定がない。しかも、退職後は守秘義務を担保する規定が存在しない（参照：憲法第14条・法の下の平等）。
- 裁判員法第9条第2項において、裁判員による漏洩を禁じている「職務上知り得た秘密」という語句は、その範囲が不明確ゆえに罪刑法定主義に反するとする主張がある[36][注釈 8]。
  - 法務省の説明によれば、関係者のプライバシーに関する情報、評議の推移と内容に関する情報を含み、公判で開示された証拠の情報、裁判員制度それ自体に関する情報を含まない。
- 守秘義務違反に当たる例としては、2010年11月12日に札幌地裁で判決が言い渡された強制わいせつ致傷事件の裁判員裁判で、裁判員の一人が、判決後の会見で、裁判員と補充裁判員の評議内容を漏らした事例がある。同地裁としては、事前に注意することが事前規制に該当するとして、対応に苦慮している[37]。

### 裁判の資質
- 日当が目的の無職者や興味本位の人が率先して裁判員を志願したり、一般の会社員が不参加を求めたりすることや、暴力団などの反社会的団体の構成員を裁判員から排除する規定がなかったりすることなどで、裁判員の枠が不健全な人物によって占められるおそれがある[38][39]。なお、陪審制や参審制の導入国には召喚を受けても制裁を覚悟で出頭しない者が多い。
- マスメディアが大きく報道した事件を取り扱う場合、裁判員が予断を抱いて審理に臨むおそれがある[注釈 9][40]。一部の国家では、審理中は陪審員を施設に宿泊させ、あらゆる情報媒体との接触を禁じる措置を講じている[41]。イギリスでは陪審員に予断を与えかねない報道に対しては法廷侮辱罪が適用される。日本はこの措置を否定している。
- 刑事訴訟がワイドショーと化すおそれがある[42][43]。2009年8月には、放送倫理・番組向上機構(BPO)に対し、「裁判員にプレッシャーを与える報道は慎むべき」、「裁判員法に規程がない記者会見は不要だ[44]」などの意見・批判が39件寄せられている[45]。
- 法に疎い裁判員は専門性が高い事件を正しく判断できないことが多い。法令の解釈は裁判官のみが行うのに対して、量刑の決定には裁判員も関与する。その裁判員には量刑の相場などの知識が不足している[46]。
- 事実の認定において、裁判員は公判を正確に記憶して心証を形成することができない[47]。
- 裁判員制度の狙いである「市民感覚」は必ずしも法曹の感覚を上回るものではない[48]。
- 市民感覚によって公正な裁判が実現できるとは限らない。むしろ、障がい者・同性愛者・在日外国人・アイヌなどマイノリティへの差別意識・無理解・偏見を「市民感覚」として持った裁判員が関与しかねない。2012年7月30日、大阪地方裁判所で行われた裁判員裁判（平野区市営住宅殺人事件）では、実姉を刺殺したアスペルガー症候群（発達障害のひとつ）である男性に対し、「被告人の精神障害に対応できる受け皿の無さ」「社会秩序の維持」を理由とし、検察側の求刑懲役16年を超えた懲役20年という判決が下された。被告人が発達障害であることを以って刑期延長の理由とした裁判員らの判断は、障がい者への無理解と偏見が司法判断に持ち込まれた事態として法曹界にショックを与えた[49]。なお2013年2月26日、大阪高裁（松尾昭一裁判長）は同判決を破棄し、懲役14年を言い渡した。裁判長は「障害の影響を正当に評価していない」と指摘した[50]。
- 取り調べの一部録画の導入により、取り調べの過程の捜査側にとって有利な部分のみを裁判で再生することで、警察や検察が虚偽自白を作出しやすい状況を作ることになる。
- 裁判員制度に当たる陪審員制度を採っているアメリカでは陪審員がインターネットを参照して審理をおこなっていることがあり問題となっている[51]。
- 裁判員の感情が法廷に持ち込まれる危険性も識者から指摘されている。既に、強姦致傷罪に問われた被告人に対する裁判員裁判において、裁判員の一人から「むかつく」と被告人に発言した事例も発生している[52]。上述の発達障害者の被告に対する求刑を上回る判決もその一つと言える。

### 被告人の権利の侵害
- 他の先進国における陪審制及び参審制は、捜査と被告人勾留の分離・取調べの可視化など、公正な司法・警察制度の運用を前提として導入されている。それに対し、日本の裁判員制度は、国連から冤罪の温床となっているとして廃止が勧告されている代用監獄・密室取調べ・自白強要の温存など、司法と警察の公正さに欠陥を抱えたまま導入されている。
- 取り調べの一部録画の導入により、捜査機関の偽の証拠や誘導によって作出された虚偽自白の部分のみを裁判で公開するなど、取り調べの過程の検察や警察にとって有利な部分のみを裁判で再生することで、虚偽自白を見抜くことが阻害される。
- 被告人は審理に裁判員や重罰を求める主張を行う被害者の関与を拒否できない。日本国憲法第32条に反するおそれがある[53][54]。
- 裁判員の都合に配慮して法廷での審理が短縮される結果、拙速な審理による誤判の危険が生まれる[55]。
- 公判前整理手続により、裁判官の判断によって証拠が制限される。
- 裁判員の選任その他の準備のため、起訴から第一回公判期日までに大きな間が空く[56]。
- 裁判員制度は冤罪の防止に有益であるという見解があるが、被告人に有利な判決に対しては検察が上訴すれば、上訴審は職業裁判官による審理になるため、結局は審理が長期化するだけである。
- 検察側が冤罪の疑いが濃厚な事案につき、適切な容疑による起訴をせず裁判員裁判の対象にならない容疑による起訴に切り替えることで、裁判員の介在を避け冤罪事実の隠蔽を図ることもできる。このような立件事由の匙加減による「裁判員逃れ」が横行すれば、犯罪の事実がうやむやにされるばかりか、被告側の公正な裁判を受ける権利を侵害する恐れもある。

### 被害者・証人の不利益
- 被告人と同様に、被害者・証人も裁判員の関与を拒否できない。そのため、例えばセカンドレイプを恐れる性犯罪の被害者が裁判員の面前に出ることを拒絶したため、検察側が適切な容疑で被告人を立件することを断念する事例も発生している[注釈 10]。2010年4月には、連続通り魔から性的暴行を受けた女性が裁判員の関与を拒絶したため、裁判員制度の対象となる強姦致傷容疑での立件が見送られ、制度の対象とならない強姦容疑での立件に引き下げられている[57]。
- 無遠慮な裁判員によって被害者・証人が興味本位の尋問に晒されるおそれがある[58]。
- 裁判員選任の手続きでは被害者との関与の有無を確認するため、被害者氏名などの個人情報が裁判員候補者に伝えられる。裁判員に選任されなかった候補者は守秘義務の対象にならないため、被害者のプライバシーが外部に流出し、住所も特定される恐れがある。特に、被害を他人に知られることを拒絶する性犯罪の被害者が、誹謗中傷などの二次被害に晒される危険性がある[59]。
- 性犯罪の裁判員裁判において、検察側が「（当該性犯罪の）被害者と同一区域に居住しており、被害者を知っている可能性がある」などとして裁判員候補（補充裁判員も含む）から排除しようとしたものの、除外対象者が、裁判員法で忌避可能な人数を超過したためとして、そのまま裁判員候補に選任されてしまった事例がある[60]。引用の事例では、被害者と面識のある者はいなかったとされるが、被害者の知人（特に悪意を持った知人）を裁判員対象から忌避できない可能性が指摘されており、セカンドレイプなど、性犯罪の「第二の被害」の新たな発生の可能性が懸念されている。

### 一審の判決の破棄の増加
- 一審の死刑判決が高裁では覆るという事例がしばしば見られ[61]、「市民判断の尊重」と他の裁判との公平とのバランスが模索されている。

### 公的な影響
- 裁判員への日当として多額の国費が流出し、国税の浪費である[62]。
- 裁判員であった者と接触することが禁じられることにより、マスメディアの取材の自由が侵害される[63]。
- 誤判が起こっても、その責任が裁判員に転嫁され、裁判官の責任と反省の心が失われる[64]。
- 裁判員の都合に配慮して法廷での審理が短縮される結果、事件の真相が詳しく究明されない[65]。

## 背景事情
裁判員は衆議院議員の公職選挙人名簿より抽選で選ばれ、思想・信条・能力にかかわらず選任される。選任に際して虚偽申告した場合、刑事罰として罰金に処せられ、選任された場合に正当な理由なく出頭しなければ行政罰として過料に処せられる。類似制度として検察審査会がある。

### 意識調査
裁判員制度への国民意識について2005年2月に行われた 裁判員制度における刑事裁判への参加意識（内閣府） より、制度導入後の裁判について
- 専門家でない裁判員により適切でない判決が出る（39.3%）
- 犯罪・治安のことを自分のこととして考える意識が高まる（31.2%）
- 裁判に国民感覚が反映され、司法への国民の理解・信頼が深まる（27.6%）
- 刑事裁判の手続・判決がわかりやすくなる（27.0%）

などの回答が得られている。
また、2006年12月に実施された裁判員制度に関する特別世論調査 によれば、
- 裁判員として参加したいかについて
  - 参加したい（5.6%、前回[67] 4.4%）
  - 参加してもよい（15.2%、前回21.2%）
  - あまり参加したくないが、義務であるなら参加せざるをえない（44.5%、前回34.9%）
  - 義務であっても参加したくない（33.6%、前回35.1%）
- 刑事裁判に参加する場合に不安に感じる点について
  - 自分達の判決で被告人の運命が決まるため責任を重く感じる（64.5%）
  - 冷静に判断できるか自信がない（44.5%）
  - 裁判の仕組みが分からない（42.0%）
  - 専門家である裁判官の前で自分の意見を発表することができるか自信がない（40.5%）
  - 被告人やその関係者の逆恨み等による身の安全性（39.1%）

などの結果が出ている。
日本政府は裁判員制度導入に向けて前向きな姿勢を保ち続けているが、法曹界での賛否は両論ともにあり、否定的見解としては、「国民にまだ（裁判員制度の導入や詳しい内容が）十分に浸透していないのにもかかわらず、時期尚早ではないのか」といった意見や「裁判員制度を導入したところで、国民の負担が増えるだけで、政府が考えるほどの効果は得られない。廃止、凍結すべきだ」といった反対意見が出ている。
裁判員制度に反対する集会では「以前から（一部評論家などの間で）『（裁判では）市民が持つ日常感覚や社会常識からかけ離れた判決が出ることがある』という意見はあったが、それは『（裁判員制度で）国民も裁判に参加したい』という要請ではなく、『（社会研修などを行って）裁判官（をはじめとする法曹）にもっと市民が持つ日常感覚や社会常識を理解して欲しい』という要請であり、そもそもの（裁判員制度導入による）司法改革の方向性がずれているのではないか」と指摘する意見が出されたことがある。

### 適用範囲
裁判員の適用は重大な刑事事件に限られている。
裁判員制度が米国の陪審員制度とは異なり「民事事件に適用されない」とされたのは、米国資本の日本進出にあたってアメリカの国益を守るために、米国企業が対象となる可能性の少ない殺人などの刑事事件に絞ったという指摘がある。アメリカ企業が外国企業と争う裁判で、アメリカの陪審員がアメリカ企業に有利な判決を下すケースが多く、日本企業の多くが特許裁判などのアメリカ合衆国の裁判で、米国民の陪審員に不利な判決を下され巨額の賠償金を取られてきたことから、裁判員制度において日本においてアメリカ企業が逆の目に遭うことを心配しているということである。
世論調査で国民の抵抗感が最も大きいものの一つは「自分の判断で被告人を裁くのは嫌だ」という理由である。そのような観点からは国民参加は刑事裁判より民事裁判でのほうが抵抗感が薄いと考えられるところ、最も心理的負担の重い重大な刑事事件に限ることで困難が増しているともいえる。裁判員制度の適用範囲については法律自体において「重大な刑事事件」に限定していることから、どのような種類の事件なら国民が参加の抵抗感が少ないかという点についての議論がほとんどなされていない。国を訴える裁判も裁判員適用にはなっていない。
特に、労働裁判においては職業裁判官は雇用主寄りの判決を出しやすい傾向にあるとして、米国などでは労働裁判についても陪審制が採用されている。日本においても、従前から労働裁判については選択陪審制の導入が労働弁護士らにより提案されてきたものの、経済界（雇用主側）の反発が強く実現には至っていない。労働裁判は最も民間感覚が生かせる場と考えられるのにもかかわらず、今回の裁判員制度の導入に際しても労働裁判への裁判員制度の導入は見送られている。

## 裁判員制度の国民への周知・広報
裁判員制度導入に至って、それを国民へ周知させるための広報活動を行っている。
- WEB（ホームページ）での紹介・解説。
- パンフレット等の設置や配布。
- ビデオ作品等の制作・公開（審理など）。
- ゆるキャラの導入。
- テレビCM（風間杜夫、古手川祐子が出演）。

### ゆるキャラ導入に関する問題点
裁判員制度を国民へ周知させるための広報活動の一環としてゆるキャラの導入によるアピールを行っているがこれについては以下のような問題点も発生している。
裁判員制度の公式キャラクターが存在せず地方の個性を尊重した広報活動を推奨したため、各裁判所が個々に裁判員制度を広報するためのキャラクターを作成、乱立する事態となった。また、後に日弁連も独自のキャラクター「サイサイ」を導入したため、広報する側の連携がとれていないとの批判を浴びた。

### 制度導入過程での不正行為
裁判員制度広報活動における不正経理
裁判員制度の広報業務をめぐって、2005-2006年度の2年間に、企画競争方式の随意契約を結んだ14件（契約金額計約21億5900万円）で、最高裁判所は事業開始後に契約書を作成するなどの不適切な会計処理を行っている。
特に、電通に発注した2005年度の「裁判員制度全国フォーラム」（約3億4100万円）では、実際には2005年末から2006年初めに契約したにもかかわらず、契約書の日付を2005年9月30日などと虚偽の記載をし、印刷会社に発注したパンフレット作成（約174万円）でも、契約日を実際より約4か月前に偽るなど、16件（計約21億6500万円）の契約で不適切な経理処理をしたことが問題視されている。
タウンミーティングでの「やらせ」行為
タウンミーティング 小泉内閣の国民対話では、いわゆる「やらせ」・「仕込み（サクラ）」（参加者が多いように見せかける偽装行為）が多数行われていたことが後に発覚している。最高裁が広告代理店の電通に委託して実施されたタウンミーティングの一つである「司法制度改革タウンミーティング」においても、電通から人材派遣会社を通じて日雇いのタウンミーティング参加者（サクラ要員）が募集され、計6回の「やらせ」が行われたことが明らかになっている（詳細は、タウンミーティング 小泉内閣の国民対話を参照）。

### PRイベントでの出席裁判官の変更
神戸地方裁判所が、裁判員制度のPRイベントを、2009年10月31日に開催することになった。このイベントで、説明対象となっていた裁判員裁判を担当していた裁判官2人が出席する予定となっていたが、「裁判官が判決以外の件で個別事件について説明するのは不適当」などの理由で、直前の同月30日に、別の裁判官に差し替えられた。同地裁が、裁判員制度の目的であるはずの「裁判への民意」を無視しかねない対応を取ったことで、批判が出ている。

## 裁判員制度を題材にした作品

### 報道・ドキュメンタリー
- 「裁判員制度がはじまる 今夜とことん考えます あなたは死刑を言い渡せますか」[リンク切れ]-NHK総合2008年12月6日 （アーカイブ）「NHKスペシャル あなたは死刑を言い渡せますか・ドキュメント裁判員法廷」と「（討論）日本の、これから 裁判員制度 あなたは人を裁けますか」の二部構成
- 「激論!ド〜なる?!裁判員制度〜あなたは人を裁けますか〜」朝まで生テレビ! - テレビ朝日2008年06月28日深夜
- 「NHKスペシャル 21世紀日本の課題・司法大改革 あなたは人を裁けますか」 NHKが2005年に裁判員制度を取り上げてテレビ放送したドラマとドキュメンタリーの作品。

### フィクション

#### 広報
- 「裁判員〜決めるのはあなた」 - 日本弁護士連合会が制作した裁判員を問うた作品。石橋冠監督、石坂浩二主演。
- 「総務部総務課 山口六平太 裁判員プロジェクトはじめます!」 - 作・林律雄、画・高井研一郎 政府広報製作のアニメビデオ。
- 「審理」 - 最高裁判所企画・制作の作品。主演女優が逮捕されるという不祥事が発生し、最高裁判所が公開停止した。原田昌樹監督。

#### テレビドラマ
- 「行列のできる法律相談所」 - 日本テレビが放送している法律を題材にしたバラエティ番組（テレビ番組）。2007年10月7日放送分にて、裁判員制度についてのミニドラマを作成し放送。出演者が現職の検事に裁判員制度に関して質問するQ&Aのコーナーを設けた。
- 「相棒」 - season6の第一話「複眼の法廷」にて裁判員制度が取り上げられている。裁判員制度が試験導入されるが、それが原因で事件が発生。法務省が想定し得なかった、制度の施行を脅かすほどの不測の事態が続々と発生してしまうという内容。
- 「魔女裁判」 - フジテレビ 「裁判員コンサルタント」と名乗る人物が裁判員たちに脅しを掛け、評決を操作する事件を描いたサスペンスドラマ。
- 「裁判員制度スペシャルドラマ サマヨイザクラ」 - フジテレビ 郷田マモラの漫画が原作。裁判員に選ばれた主人公の相羽圭一を中心に、殺人事件の裁判を執り行うストーリー。
- 「昔話法廷」 - NHK。

#### 漫画
- 「裁いてみましょ。」 - きら、酒井直行による漫画。2003年、集英社「YOU」にて連載。
- 「ジキルとハイドと裁判員」 - 作画：森田崇、原作：北原雅紀、法律監修：今井秀智による漫画。ビッグコミックスペリオールで連載している。
- 「裁判員の女神」 - 作画：かわすみひろし、原作：毛利甚八による漫画。漫画サンデーで連載している。
- 「Q.E.D. 証明終了」 - 加藤元浩による推理漫画。単行本27巻収録の「立証責任」で高校生の主人公コンビが高校で行われる裁判員制度の模擬裁判の裁判員に選ばれ、実際の事件を基にした模擬裁判を体験していく様を通じ、裁判の方法を描いている。
- 「そこをなんとか」 - 作画：麻生みこと、監修：片瀬小波による漫画。単行本2巻収録の「The 6th Fight」で裁判員制度を主題としている。

#### 小説
- 「裁判員法廷」 - 芦辺拓による日本の連作推理小説。

#### 映画
- 「12人の優しい日本人」（1991年）　※ただし、裁判員制度では無く陪審員制度を描いている。
- 「評議」（2006年）
- 「裁判員〜選ばれ、そして見えてきたもの〜」（2007年）

#### ゲームソフト
- 「逆転裁判4」 - ニンテンドーDS用（2007年4月発売、カプコン）。第4話で裁判員制度が取り入れられているが、実際の制度とはかなり異なる。平成17年5月25日に行われた第一回法教育推進協議会の発言に同シリーズへの言及がある。
- 「もしも!? 裁判員に選ばれたら…」 - ニンテンドーDS用（2008年11月27日発売、タカラトミー）。裁判員制度の体験シミュレーション。当時、早稲田大学法科大学院客員教授だった弁護士の四宮啓が監修。
- 「SIMPLE DSシリーズ THE 裁判員 〜1つの真実、6つの答え〜」 - ニンテンドーDS用（2009年5月21日発売、ディースリー・パブリッシャー）。不公正な裁判で自分を殺した犯人が無罪となった未練で幽霊となった主人公が、裁判員の一人に憑依して裁判に参加する。
- 「裁判員推理ゲーム 有罪×無罪」 - ニンテンドーDS用（2009年5月21日発売、バンダイナムコゲームス）。裁判員として裁判に参加し、事件の真相を推理する。

## 候補者への通知
裁判員候補者への通知が2008年11月28日から始まった。
しかし、候補者が通知書などが入った郵送物をインターネットのSNSやブログで公開する事例が相次ぎ、中には氏名や顔写真が特定できる事例もあり、裁判員制度の先行きに不安が生じている。
2008年11月29日放送の日本テレビのニュース『NNN Newsリアルタイム』では候補者の女性が顔を伏せた上で取材に応じていた。
同年12月17日に和歌山地裁は、裁判員制度の「『有識者枠』に特別指名された」などとする偽文書が、和歌山県高野町の住民2人に郵送されていたことを発表した。
2010年の裁判員候補者の抽選で、一部の県内の10市町村の選挙管理委員会が、本来ならば2009年9月か6月に更新済の最新の選挙人名簿から抽選すべきところを、2008年9月〜2009年3月の古い選挙人名簿から抽選するミスを犯していたことが判明している。